# 国際連合安全保障理事会決議1769
国際連合安全保障理事会決議1769（こくさいれんごうあんぜんほしょうりじかいけつぎ1769、英: United Nations Security Council Resolution 1769）は、2007年7月31日に国際連合安全保障理事会で採択されたスーダン・ダルフール情勢に関する決議。略称はUNSCR1769

## 概要
国連安保理決議1769は、ダルフール情勢の解決を求める決議で、既存の7,000人規模のアフリカ連合ダルフール派遣団（AMIS）に代わって、スーダン平和活動のため、26,000人規模の国際連合アフリカ連合ダルフール派遣団（UNAMID）の設置を決定するもの。決議は全会一致で採択された。

## 解説
採択の同日に国連安保理が発表した報道資料によると、決議の内容は次の通り。
- 26,000人規模の国連／アフリカ連合（AU）合同部隊（UNAMID）の展開を承認

内軍事要員19,555人（内軍事監視員・連絡将校360人）
内文民要員3,772人（内機動部隊19ユニット、警察要員2,660人）
- 国連憲章第7章下の行動として、UNAMIDにスーダン政府の活動を阻害しない程度で、(1)ダルフール和平協定の履行支援と(2)国連要員および文民の保護を実施するために必要な措置を行う権限を付加
- UNAMIDの詳細は2007年6月の事務総長及びAU委員会報告書（S/2007/307/Rev.1）のパラ54および53に記載
- 加盟国に対し、10月までに部隊運用を開始できるよう決議採択後30日以内に部隊要員を提供するよう要請
- UNAMIDに対し7,000人規模の現行のAMIS部隊の権限移行を年末まで完了するよう要請
- スーダン政府およびすべての反政府勢力に対し、恒久的な政治的解決を実現するよう要請

## 成立の経緯
- 第1次草案：制裁の可能性を含んでいた為、スーダンが却下。
- 第2次草案：制裁の項目は含まなかった為、スーダンが受諾。